# 卡巴斯基防毒軟體
Kaspersky Anti-Virus是一款由来自于俄罗斯的卡巴斯基实验室研发的防毒軟體品牌，曾获得AV-Comparatives多年的年度最佳产品。

## 历史
- 1989年，當時公司的創始人尤金·卡巴斯基（Eugene Kaspersky）第一次遇到了有關電腦病毒問題，隨後開發了Kaspersky反病毒產品的第一個版本。
- 1991年，尤金·卡巴斯基在俄罗斯计算机公司“KAMI”的信息技术中心和一批助手一起研发出了AVP（AntiViral Toolkit Pro）。
- 1994年，在部門負責人Natalya Kaspersky的帶領下，逐步形成了職業化的管理階層和開發小組，並開始發展俄羅斯及海外的銷售網路。同時與芬蘭的F-Secure，德國的G-Data，日本的Vintage Solutions等國外的反病毒廠商合作簽訂了在他們的產品中使用Kaspersky AV核心模組的協定。
- 1997年6月卡巴斯基实验室有限股份公司（Kaspersky Lab）成立，总部在俄罗斯首都莫斯科，目前在英国、法国、德国、荷兰、波兰、日本、美国和中國都有子公司，在全球的销售代理公司超过500家。從1997年6月Kaspersky Lab公司正式成立以來。Natalya Kaspersky一直擔任總經理，Eugene Kaspersky主要負責反病毒研究的工作。公司的首要任務是開發和完善保護電腦及電腦網路的軟體來抵禦電腦病毒的入侵，AVP Silver, AVP Gold和AVP Platinum等主要產品很快受到國內外用戶的好評。
- 1999年由於產品的可靠性及使用了革新的技術成果，1999年，Kaspersky Lab成為俄羅斯主要的反病毒軟體提供商。
- 1999年11月25日，支援Linux/FreeBSD Unix作業系統的第一個商業版本AVP推出。
- 2000年11月，Kaspersky Lab宣佈公司的反病毒解決方案將使用新商標Kaspersky AV來代替AVP（AntiViral Toolkit Pro）。Kaspersky Lab系列產品註冊了雨傘形狀的圖形標誌。
- 2001年，由於Internet和其他通訊手段的快速發展，Kaspersky Lab開發了新的生產線，完全可以滿足用戶對新的資料保護的需要。公司為單機用戶，中小型企業用戶和大型企業用戶提供了不同的產品和解決方案。產品的分類也使Kaspersky Lab獲得了豐厚的回報，銷售量成倍的增長，5年中，從市場佔有率的5%增長到了60%。在完善自己的反病毒產品的同時，公司開始開發新的專案—資訊安全系統，擴充了產品的種類：防火牆和內容過濾產品。
- 2001年4月20日，支援Palm OS的Kaspersky Anti-Virus推出。
- 2002年1月17日，Kaspersky Anti-Virus 4.0推出。
- 2002年4月，Kaspersky Lab推出了自行開發的個人防火牆測試版。近期，將要發佈企業級用於網路遮罩和內容過濾的產品。同年，Kaspersky Lab授權給美國的Aladdin, Sybari, Deerfield, ITAmigo以及其他公司，允許它們在自己的產品中使用Kaspersky反病毒技術。
- 2002年7月4日，官方首次公開測試卡巴斯基防毒模組，借此吸引有興趣參與測試的使用者協助改善產品，其中於官方論壇產品測試區中具有相當貢獻的成員會被列入GBT(Golden Beta Tester)名單之中，此份名單將列於產品介面的About（關於）開發人員名單最後Special Thanks（特別感謝）之下。
- 2002年12月6日，Kaspersky Anti-Hacker 1.0推出。
- 2003年2月13日，Kaspersky Anti-Spam 1.0推出。
- 2004年4月28日，Kaspersky Anti-Virus 5.0推出。
- 2006年5月15日，Kaspersky Anti-Virus 6.0推出，Kaspersky Internet Security（KIS）首次出现并作为另外一款主打的防毒产品，首次加入安裝導覽、免疫防護（Proactive Defense）、iChecker技術、iSwift技術、自我防護、更換面板等功能，語言檔案由5.0的封裝形式改變為開放式的*.loc檔案，因其由記事本即可開啟與編輯，有助於其他國家使用者自行編輯本國語言的版本。
- 2007年8月2日，Kaspersky Anti-Virus 7.0面世，首次加入啟發式掃描引擎（Heuristic engine）、家長防護（Parental Control）、隱私防護（Privacy Control）等功能，其他原有功能則予以強化或改善。
- 2008年9月22日，Kaspersky Anti-Virus 2009推出，首次加入HIPS（Host Intrusion Prevent System）功能、自此取消以往使用版本號碼的慣例，改用公元年份代表產品版本，符合多數軟體廠商採用的命名方式，此举可以使消费者更易于辨认版本的新旧。
- 2009年4月15日，Kaspersky Anti-Virus 2010及Kaspersky Internet Security 2010開始於官方論壇進行半公開測試，预计加入包含雲端運算（Cloud Computing）与沙盒技术（SandBox Technology）等前所未有的功能。
- 2009年7月21日，卡巴斯基全功能安全软件2010、卡巴斯基反病毒软件2010发布。
- 2010年7月13日，卡巴斯基2011系列(11.0)产品问世。
- 2011年6月6日，卡巴斯基2012系列(12.0)产品问世。
- 2012年8月16日，卡巴斯基2013系列(13.0)产品问世。
- 2013年8月26日，卡巴斯基2014系列（14.0）产品问世。
- 2014年8月28日，卡巴斯基2015系列（15.0）产品问世。
- 2017年7月，推出提供個人用戶使用的免費版本Kaspersky Free。[2]
- 2017年12月12日，美國總統特朗普簽署參議院通過的2018年度《國防授權法案》（National Defense Authorization Act），其中包括加強9月份特朗普政府發佈的行政令——要求美國民政機構在90天內移除卡巴斯基實驗室軟件，並限期一個月從聯邦機構的網絡上移除這類產品，法律涵蓋範圍包括民用和軍用網絡。
- 卡巴斯基實驗室(Kaspersky Lab)於2018年5月15日官網宣布，把原本位於俄羅斯的核心架構移至瑞士(Switzerland)，包括軟體組裝生產線，以及儲存與處理Kaspersky Security Network資料的伺服器，並在瑞士蘇黎世建立卡巴斯基首座透明化中心。

## 軟體特色

### 防毒能力
卡巴斯基防毒軟體的威脅清除率高；並擁有龐大的病毒資料庫，可以清除廣告軟件及惡意程式等威脅。它也有脫殼技術使得它可以掃描多重壓縮的多文件及加殼的軟件，但這技術使掃描時間大大加長。但同時應用獨有的iCheckerTM技術，使處理速度比同類產品快3倍，採用了獨特的第二代啟發式程式分析技術，檢測未知病毒。它是全世界唯一不需更新病毒定義資料庫而成功地阻截了ILOVEYOU蠕蟲及其所有變種病毒的防毒軟體。

### 即時防護
即使在操作系统没有進行漏洞更新的情况下，也可以拦截多种駭客攻击，及恶意代码。
而5.0版以上的Kaspersky具有网络即時防護功能，阻挡来自网络的黑客攻击。

### 資源佔用率
卡巴斯基防毒軟體，5.0版本的資源佔用率甚高，並且會拖慢開機速度及整體效能。這與軟體本身設計與程式設定有關，這部分的問題在當時有特別釋出修正程式改善此問題。而6.0版本之後，此問題便已獲得相當程度的解決，然而常因使用者不知如何設定之情況下，誤將卡巴斯基之即時防護（檔案防護）之防毒層級設置過高，或者不知免疫防護之運作原理，導致最後誤以為卡巴斯基占用系統資源甚多。

### 病毒資料庫更新服務
卡巴斯基在世界各地不同地方設有更新伺服器，方便來自不同地區的用戶，當中包括歐，美和中國。伺服器每小時常態更新一次，內部預設為三小時更新一次〈可自行調整〉，而其他防毒軟件廠商大多以每日進行一次更新。

### 授权方式
使用限定时间的特殊钥匙檔案（*.key）。
后来的版本推荐使用激活码进行激活，但使用key文件的激活方式一直保留。
另外產品的啟動碼是無法疊加的，必須要等到原有的授權到期之後，才可以使用另外一組啟動碼。不然原有的授權天數會被覆蓋掉。

### 對用戶提交病毒的反應
卡巴斯基實驗室有多位分析人員7日24小時分析病毒，只要你把病毒文件壓縮並加密並加上密碼infected發送到newvirus@kaspersky.com卡巴斯基便會對你的提交進行分析，一般來講，5小時便有回信，有時更在30分鐘之內。（并非自動回信，而是专家的文件診斷回信）

### 其他
擁有強大的後援機制，是全球少數使用自家引擎的防毒廠商之一，目前使用卡巴斯基防毒軟體的引擎之防毒廠商有：F-Secure、CyberScrub、eScan等（以上使用卡巴斯基防毒軟體引擎的廠商和病毒定義），威脅偵測率都高達95%以上）。

## 版本
卡巴斯基實驗室所開發的產品，依照用戶群不同的需要，共分為三大類。

### 一般家庭用戶
1. Kaspersky Anti-Virus 2016
2. Kaspersky Anti-Virus 2015
3. Kaspersky Anti-Virus 2014
4. Kaspersky Anti-Virus 2013
5. Kaspersky Anti-Virus 2012
6. Kaspersky Anti-Virus 2011
7. Kaspersky Anti-Virus 2010
8. Kaspersky Anti-Virus 2009 （官方已於2010年12月23日停止所有技術支援）
9. Kaspersky Anti-Virus 7.0（官方已於2010年1月10日停止所有技術支援）
10. Kaspersky Anti-Virus 6.0（官方已於2008年9月1日停止所有技術支援）
11. Kaspersky Anti-Virus 5.0（官方已於2007年9月1日停止所有技術支援）
  - 5.0系列又可細分為以下三個產品
    1. Kaspersky Personal Security Suite
    2. Kaspersky Anti-Virus Personal
    3. Kaspersky Anti-Virus Personal Pro
12. Kaspersky Anti-Virus 4.5（官方已於2006年7月1日停止所有技術支援）
  - 4.5系列又可細分為以下三個產品
    1. Kaspersky Anti-Virus Lite
    2. Kaspersky Anti-Virus Personal
    3. Kaspersky Anti-Virus Personal Pro
13. Kaspersky Anti-Virus for Mac
14. Kaspersky Mobile Security

### 小型及中型企業用戶
1. Kaspersky Endpoint Security 8 for Windows
2. Kaspersky Anti-Virus Business Optimal
  - 包含Kaspersky Administration Kit，可以由伺服端簡單的管理所有客戶端的防毒軟體狀態
3. Kaspersky Anti-Spam
4. Kaspersky Anti-Virus 6.0 for Windows Servers
5. Kaspersky Anti-Virus 6.0 for Windows Workstations

### 大型企業用戶、政府機關
1. Kaspersky Endpoint Security 8 for Windows
2. Kaspersky Anti-Virus Business Optimal
  - 包含Kaspersky Administration Kit，可以由伺服端簡單的管理所有客戶端的防毒軟體狀態
3. Kaspersky Corporate Suite
4. Kaspersky Mail Gateway
5. Kaspersky Anti-Spam
6. Kaspersky Anti-Virus 6.0 for Windows Servers
7. Kaspersky Anti-Virus 6.0 for Windows Workstations

## 试用与推广
- 卡巴斯基杀毒个人简体中文版程序均预制了可试用一个月的激活码。
- 卡巴斯基实验室曾和奇虎公司合作，当用户安装一个360安全卫士，就可得到一个试用期为半年的卡巴斯基杀毒软件激活码。
- 於2006年8月與美國在線合作，推出簡化版的Kaspersky Anti-Virus 6.0，名為Active Virus Shield，並公開給所有人下載。（美國在線改與McAfee合作推出該項服務）

## 發展
- 在中國大陆，其擁有卡巴斯基實驗室的分部，於2004年時，网易免费邮箱提供商率先採用卡巴斯基杀毒软件扫描，而网易邮箱一直是中国最大的免费邮箱提供商，为卡巴斯基的推广起到了关键作用。
- 在中國大陆，2006年卡巴斯基与奇虎网推出的一款反恶意软件、反间谍软件奇虎360安全卫士进行合作，简体中文版有限制地供中國用户免费使用，2008年8月起合作终止[4]。
- 在台灣，個人用戶是由泉琨科技有限公司代理銷售相關事宜；企業用戶則是湛陽科技有限公司代理。
- 在中國香港，是由總代理──立高科技有限公司代理銷售事宜，辦公室位於九龍灣。
- 2008年在馬來西亞設來東南亞辦事處、澳洲辦事處、羅馬尼亞和香港辦事處，而香港辦事處則位於小西灣。
- 2024年6月20日，美国宣布鉴于俄罗斯卡巴斯基实验室生产的防病毒软件可以对计算机系统的特权访问可能使其能够窃取美国计算机的敏感信息或安装恶意软件并阻止关键更新，从而加剧国家安全威胁，从7月20日起禁止在美国销售卡巴斯基产品[5]。

## 安全问题
2015年6月，英国《独立报》报道，来自美国国家安全局和英国政府通信总部两个政府机构的特工对卡巴斯基软件进行了破解，使得个人信息遭到外泄。

## 外部連結
- Kaspersky Virus Analysts' Blog （页面存档备份，存于）
- av-comparatives杀毒软件排行榜（页面存档备份，存于）

### 官方網站
- 繁體中文（台灣） （页面存档备份，存于）
- 繁體中文（中國香港） （页面存档备份，存于）
- 簡體中文（中國）（页面存档备份，存于）
- 英文（全球）（页面存档备份，存于）
- 俄文（俄羅斯） （页面存档备份，存于）
- 官方討論區 （页面存档备份，存于）
- 官方技術支援 （页面存档备份，存于）
- 官方病毒監視V1.0 （页面存档备份，存于）
- 官方病毒監視V3.1 （页面存档备份，存于）